# Pagliara
Pagliara ist eine Stadt in der Metropolitanstadt Messina, Region Sizilien, in Italien mit 1116 Einwohnern (Stand 31. Dezember 2023).

## Lage und Daten
Pagliara liegt 34 km südwestlich von Messina. Die Einwohner arbeiten hauptsächlich in der Landwirtschaft.
Die Nachbargemeinden sind: Furci Siculo, Mandanici, Roccalumera und Santa Lucia del Mela.

## Geschichte
Seit dem Mittelalter gibt es hier eine Siedlung. Bis 1914 gehörte der Ort zu Roccalumera.

## Sehenswürdigkeiten
- Pfarrkirche mit einem Altarbild aus dem Jahr 1580